# Pokrajinski park Writing-on-Stone
Writing-on-Stone (engleski za „Natpis na kamenu”) ili Áísínai'pi (siksika za „Napisano/naslikano je”) je provincijski park prirode kanadske pokrajine Alberte i jedna od najvećih područja zaštićene prerije. U njemu se nalazi i veliki broj indijanskih petroglifa i slika na kamenu, zbog čega je Provincijski park Writing-on-Stone također i Nacionalni spomenik povijesti Áísínai'pi. Provincijski park Writing-on-Stone je smješten na sjevernom rubu polusušne Velike sjevernoameričke nizine, na granici Kanade i SAD-a, oko 100 km jugoistočno od grada Lethbridgea i 44 km istočno od naselja Milk River, Alberta, te prati vijuganje same rijeke Milk River. 
Godine 2019., park Writing-on-Stone/Áísínai'pi je upisan na UNESCO-ov popis mjesta svjetske baštine u Sjevernoj Americi kao „jedinstvena topografija kulturnog krajolika koji je svet narodu Blackfoot”.

## Prirodne odlike
Dolina rijeke Milk dominira topografijom ovog kulturnog krajolika koji se prostire na 17,80 kvadratnih kilometara koji karakteriziraju coulee stijene i prerija, ali ponajviše velika koncentracija stupova ili hoodoosa, kamenih stijena isklesanih erozijom u spektakularne oblike.
Park se može pohvaliti raznolikom raznolikošću ptica i životinja. Od ptica prisutne su: prerijski sokol (Falco mexicanus), sovuljaga (Bubo virginianus), sova močvarica, američka vjetruša (Falco sparverius), američka lastavica (Petrochelidon pyrrhonota), a uvedeni su obični fazan i siva jarebica (Perdix perdix). Prerija koja okružuje park je stanište u kojemu obitavaju: vitoroga antilopa ušati jelen (Odocoileus hemionus), tvorovi, rakuni, svisci i crveni ris. Tigrasti salamander (Ambystoma tigrinum) i leopardske žabe (Lithobates) predstavljaju vodozemce, a mogu se naći i bikovske zmije i prerijska čegrtuša (Crotalus viridis).
Okoliš coulee stijena optimalna je za mnoge vrste drveća kao što su: balzamova topola i pamučno drvo uskih listova. Ovdje se mogu naći i vrba breskve i obično pamučno drvo. Veliki broj grmova raste ovdje, kao što su: chokecherry, smreka, saskatoon, sprud vrba i dvije vrste divlje ruže. U parku se nalaze i neke od najsjevernijih vrsta kaktusa, kao što su: opuntia (bodljikava kruška) i pediocactus.

## Kulturne odlike
Starosjedilački narodi prerije koji na ovom području borave posljednjih 9.000 godina, a skorije konfederacija Blackfoot (Siksikáíítsitapi, tj. „Crne stope”), ostavili su petroglife i slike na pješčenjačkim stijenama doline rijeke Milk, svjedočeći o porukama svetih bića. Postoji preko 50 nalazišta petroglifa i na tisuće otkrivenih radova. Datirani arheološki ostaci in situ pokrivaju razdoblje između oko 4.500-3.500 pr. Kr. do razdoblja prvih kontakata s Europljanima. Crne stope ovaj krajolik smatraju svetim, a njihove stoljetne tradicije održavaju se ceremonijama i trajnim poštovanjem ovih mjesta.
Postoje dokazi da su ovim prostorima prolazili i Šošoni, i onisu vjerojatno načinili neke od djela na stijenama. Također, pronađeni su kameni temelji za šatore (tzv. „tipi prstenje”) koji su služili da učvrste šator protiv vjetra, kao i ostaci „medicinskih kotača” (Medicine wheel), što daje naslutiti kako je ovo područje imalo i trajne nastambe.
Provincijski park je otvoren 1957., a od 1973. – 1975., obilježavajući stogodišnjicu izgradnje kampa „Sjeverozapadne konjičke policije” (North-West Mounted Police) u parku (koji je izgrađen 1887., a zapaljen 1918.) kamp je obnovljen i danas je jedna od turističkih atrakcija u kampu. Arheolozi su u to vrijeme katagorizirali brojne petroglife i piktograme u parku i odlučili da ih zaštite, te je osnovan arheološki rezervat 1977. god. Tako ovaj park štiti najveću koncentraciju domorodačke umjetnosti na Velikoj nizini.
- Dolina Mliječne rijeke s hoodooima
- Hoodooi u parku
- Hoodooi izbliza
- Prizor bitke na kamenu
- Ovaj petroglif je stvoren prije dolaska konja, te prikazuje ratnika koji nosi štit preko tijela

## Vanjske poveznice
|  | Zajednički poslužitelj ima još gradiva o temi Pokrajinski park Writing-on-Stone |

- Alberta: How the West was Young - Archaeology and Pre-contact - Writing-On-Stone (engl.)